# Artesia (Nuovo Messico)
Artesia è una città della contea di Eddy nel Nuovo Messico, negli Stati Uniti. La popolazione era di 12 875 abitanti al censimento del 2020.

## Geografia fisica
Secondo l'Ufficio del censimento degli Stati Uniti, ha una superficie totale di 9,94 mi² (25,74 km²).

## Storia
La città prese questo nome nel 1903 a seguito della scoperta di pozzi artesiani nella zona, che diedero un notevole impulso all'agricoltura locale in particolare. Nel 1905 la città è stata incorporata.

## Società

### Evoluzione demografica
Secondo il censimento del 2020, la popolazione era di 12 875 abitanti.